# David Robert Mitchell
David Robert Mitchell (Clawson, Michigan, 19 d'octubre de 1974) és un guionista i director de cinema estatunidenc, conegut principalment per les pel·lícules It Follows i Under the Silver Lake.

## Biografia
Mitchell va néixer al municipi de Clawson a lestat de Míchigan. Es va graduar a la Universitat Estatal de Florida en producció audiovisual.
La seva primera pel·lícula com a director, guionista i productor va ser The Myth of the American Sleepover (2010), un film dramàtic d'adolescents. Adele Romanski, amiga d'infància de Mitchell, que més tard guanyaria un premi Oscar per la llorejada pel·lícula Moonlight, va ser una de les productores del film. En una entrevista, Mitchell va dir que va gastar uns 50.000 dòlars en la filmació de la pel·lícula.
Quatre anys més tard va aconseguir el reconeixement internacional el film de terror It Follows. El film va ser aclamat per la crítica i va obtenir un considerable èxit de taquilla, tenint en compte el seu escàs pressupost. Dos anys després va integrar el jurat al Festival de Cinema de Canes.
La seva darrera pel·lícula, Under the Silver Lake, va ser filmada a Los Angeles i va estar protagonitzada per Andrew Garfield.

## Filmografia
| Any  | Títol                              | Notes                             |
| ---- | ---------------------------------- | --------------------------------- |
| 2002 | Virgin                             | Curtmetratge Director i guionista |
| 2010 | The Myth of the American Sleepover | Director, guionista i productor   |
| 2014 | It Follows                         | Director, guionista i productor   |
| 2018 | Under the Silver Lake              | Director i guionista              |

## Premis
- Premi de la crítica internacional al Festival de Deauville 2014 per It Follows.[7]
- Gran premi i premi de la crítica internacional al festival al Festival de Gérardmer 2015 per It Follows.[8]